# Gloria Casanova Rodriguez
Gloria Esther Casanova Rodriguez, née le 29 janvier 1977, est une karatéka espagnole surtout connue pour avoir remporté une médaille d'or en kumite individuel féminin open aux championnats d'Europe 2003 ainsi que deux médailles d'argent en kumite individuel féminin plus de 60 kilos et dans cette même discipline aux championnats du monde de karaté 2000 et 2008.

## Résultats
| Résultat           | Date             | Épreuve                   | Catégorie | Compétition                | Ville hôte                             |
| ------------------ | ---------------- | ------------------------- | --------- | -------------------------- | -------------------------------------- |
| Médaille d'argent  | Mai 1999         | Kumite individuel + 60 kg | Seniors   | Championnats d'Europe 1999 | Chalcis, en Grèce                      |
| Médaille de bronze | Mai 2000         | Kumite individuel + 60 kg | Seniors   | Championnats d'Europe 2000 | Istanbul, en Turquie                   |
| Médaille d'argent  | Octobre 2000     | Kumite individuel + 60 kg | Seniors   | Championnats du monde 2000 | Munich, en Allemagne                   |
| Médaille d'argent  | Mai 2001         | Kumite individuel + 60 kg | Seniors   | Championnats d'Europe 2001 | Sofia, en Bulgarie                     |
| Médaille d'or      | Mai 2003         | Kumite individuel open    | Seniors   | Championnats d'Europe 2003 | Brême, en Allemagne                    |
| Médaille d'argent  | Mai 2004         | Kumite individuel open    | Seniors   | Championnats d'Europe 2004 | Moscou, en Russie                      |
| Médaille de bronze | Mai 2005         | Kumite individuel open    | Seniors   | Championnats d'Europe 2005 | San Cristóbal de La Laguna, en Espagne |
| Médaille d'argent  | 15 novembre 2008 | Kumite individuel open    | Seniors   | Championnats du monde 2008 | Tōkyō, au Japon                        |